# Neumoegenia smithi
Neumoegenia smithi är en fjärilsart som beskrevs av Druce 1889. Neumoegenia smithi ingår i släktet Neumoegenia och familjen nattflyn. Inga underarter finns listade i Catalogue of Life.